# Eva Block
Eva Elisabet Block, ogift Danielsson, född 13 januari 1938 i Växjö, död 23 mars 1999 i Urshults församling, Kronobergs län, var en svensk läroverksadjunkt, författare, producent, redaktör och skribent.
Hon skrev böcker och var verksam inom radiokanalen P1 där hon var producent och redaktör för program som "Upp till himmelens land...", "Se människan" och "Vad rätt du tänkt". I radioprogrammet "Vid dagens början" höll hon en rad andakter. 
Eva Block var dotter till domkyrkokomminister G.K. Danielsson och Agnes Roosberg samt äldre syster till artisterna Lena Hellström och Kristina Stobaeus.
Eva Block var från 1961 gift med prästen Bengt Block (född 1936), son till prosten Sixten Block och Astrid Lillieroth.